# وقود نووي مستهلك

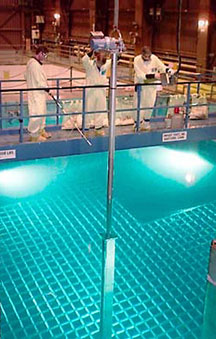
وقود نووي مستهلك في محطة طاقة نووية. يوضع في حوض لتبريده بالماء ، في نفس الوقت يمتص الماء جزءا من الإشعاع.

الوقود النووي المستهلك هو نوع من أنواع الوقود النووي جرى استنفاده أثناء استخدامه في المفاعلات النووية، والتي غالباً ما تكون في المحطات النووية، بحيث أنه لم يعد بالإمكان استخدامه للإبقاء على تسلسل التفاعل النووي في المفاعل الحراري فيقل إنتاجها للطاقة.

## طبيعة الوقود النووي المستهلك

### الخصائص النانوية
إن الوقود المستهلك من اليورانيوم قليل التخصيب يعد مثالاً على المواد النانوية. يؤدي وجود فروق حرارية كبيرة في وقود الأكسيد إلى هجرة «نواتج الانشطار» (انظر أسفله). تكون أقراص الوقود النووي مغلفة في أنابيب من الزركونيوم تتحمل الحرارة. تميل الزركونيوم إلى الانتقال إلى مركز أقراص الوقود حيث تكون درجة الحرارة أعلاها في المركز، في حين أن منتجات الانشطار ذات الغليان الأقل تتجه نحو الأطراف. نتيجة لذلك فإن اقراص الوقود تحوي مسامات أشبه بالفقاعات تنشأ أثناء تشغيل المفاعل؛ حيث يتنشر غاز الزينون ليملأ تلك الفراغات المتشكلة، والذي يتحلل بدوره إلى السيزيوم، لذلك فإن العديد من هذه الفقاعات تحوي تراكيز عالية من السيزيوم-137 (137Cs) الشديد الإشعاع لـ أشعة جاما.

### نواتج الانشطار

توزيع الأنوية الناتجة عن انشطار اليورانيوم-235 حسب كتلهم الذرية A

3٪ من الكتلة تتكون من نواتج انشطارية من  235  U و 239  Pu (أيضًا منتجات غير مباشرة في ال سلسلة الاضمحلال)؛ تعتبر نفايات مشعة أو يمكن فصلها أكثر لاستخدامات صناعية وطبية مختلفة. تشمل نواتج الانشطار كل عنصر من الزنك حتى اللانثانيد؛ يتركز معظم ناتج الانشطار في قمتين، واحدة في الصف الانتقالي الثاني (زركونيوم، Mo ، Tc ، روثينيوم، روديوم، Pd ، فضة) والآخر لاحقًا في الجدول الدوري (يود، زينون، Cs ، باريوم، لانثانوم ، Ce ، Nd). العديد من نواتج الانشطار إما غير مشعة أو قصيرة العمر فقط النظائر المشعة، لكن عددًا كبيرًا منها عبارة عن نظائر مشعة متوسطة إلى طويلة العمر مثل نظير  90  Sr ، و 137  Cs ، و 99  Tc و 129  I. تم إجراء بحوث من قبل عدة دول مختلفة لفصل النظائر النادرة مي نفايات الانشطار بما في ذلك فصل نواتج قيّمة مثل «بلاتينويدات الانشطار» (Ru ، Rh ، Pd) والفضة (Ag) كوسيلة لتعويض تكلفة إعادة المعالجة؛ هذا لا يتم حاليا تجاريا.
يمكن لنواتج الانشطار تعديل خصائص الحراري لثاني أكسيد اليورانيوم؛ تميل أكاسيد اللانثانيد إلى خفض التوصيل الحراري للوقود، بينما تزيد الجسيمات النانوية المعدنية بشكل طفيف من التوصيل الحراري للوقود.
إن المنتجات الانشطارية في الوقود النووي المستهلك تؤثر على الخصائص الحرارية للوقود بشكل عام، مثل حالة ثنائي أكسيد اليورانيوم المستخدم كوقود؛ إذ أن أكاسيد اللانثانيدات تعمل على تخفيض الناقلية الحرارية للوقود، بينما تقوم الجسيمات النانوية الفلزية بزيادتها.

## قائمة العناصر الكيميائية الناتجة
| عنصر                                                               | غاز | فلز | أكسيد | مخلوط صلب |
| ------------------------------------------------------------------ | --- | --- | ----- | --------- |
| بروم، كريبتون                                                      | Yes | -   | -     | -         |
| روبيديوم                                                           | Yes | -   | Yes   | -         |
| سترونتيوم                                                          | -   | -   | Yes   | Yes       |
| إتريوم                                                             | -   | -   | -     | Yes       |
| زركونيوم                                                           | -   | -   | Yes   | Yes       |
| نيوبيوم                                                            | -   | -   | Yes   | -         |
| موليبدنوم                                                          | -   | Yes | Yes   | -         |
| تكنيشيوم روثينيوم روديوم بالاديوم فضة كادميوم إنديوم إثمد          | -   | Yes | -     | -         |
| تيلوريوم                                                           | Yes | Yes | Yes   | Yes       |
| يود زينون                                                          | Yes | -   | -     | -         |
| سيزيوم                                                             | Yes | -   | Yes   | -         |
| باريوم                                                             | -   | -   | Yes   | Yes       |
| لانثانوم سيريوم براسيوديميوم نيوديميوم بروميثيوم ساماريوم يوروبيوم | -   | -   | -     | Yes       |

معظم تلك العناصر تكون ذات أشعاع مؤين شديد وبعضها يتسم ب أصاف عمر طويلة تبلغ لبعض تلك العناصر أكثر من مئة ألف سنة. ولهذا فإن تلك النفايات المتخلفة عن «حرق» اليورانيوم في المفاعلات النووية تحتاج إلى مدافن طويلة الأجل وعميقة بحيث لا تصل إليها المياه الجوفية.
في ألمانيا تـٌتبع سياسة الدفن في أعماق كبيرة تحت الأرض (نحو 800 إلى 1000 متر) وفي مناطق بعيدة عن السكان. ومع ذلك فمسألة التخلص من النفايات النووية تجد معارضة شديدة من فئات شعبية كبيرة تمنع دفنها في مناجم قديمة وعميقة تحت الأرض. هذا على الرغم من البحوث المستفاضة التي تقوم بها الجهات المسؤولة للإيفاء بدفن النفايات النووية بطريقة آمنة لمدة مئات الألاف من السنين.